# Parc naturel de Górzno-Lidzbark
Le parc naturel de Górzno-Lidzbark (en polonais : Górznieńsko-Lidzbarski Park Krajobrazowy), est un parc naturel de Pologne, couvrant 277,64 km2. 